# ان‌جی‌سی ۱۶۳
ان‌جی‌سی ۱۶۳ (انگلیسی: NGC 163) نام یک کهکشان در صورت فلکی نهنگ است.